# Hibrildes carpenteri
Hibrildes carpenteri är en fjärilsart som beskrevs av Edward Bagnall Poulton 1929. Hibrildes carpenteri ingår i släktet Hibrildes och familjen Eupterotidae. Inga underarter finns listade i Catalogue of Life.